# Criterio di Kelly

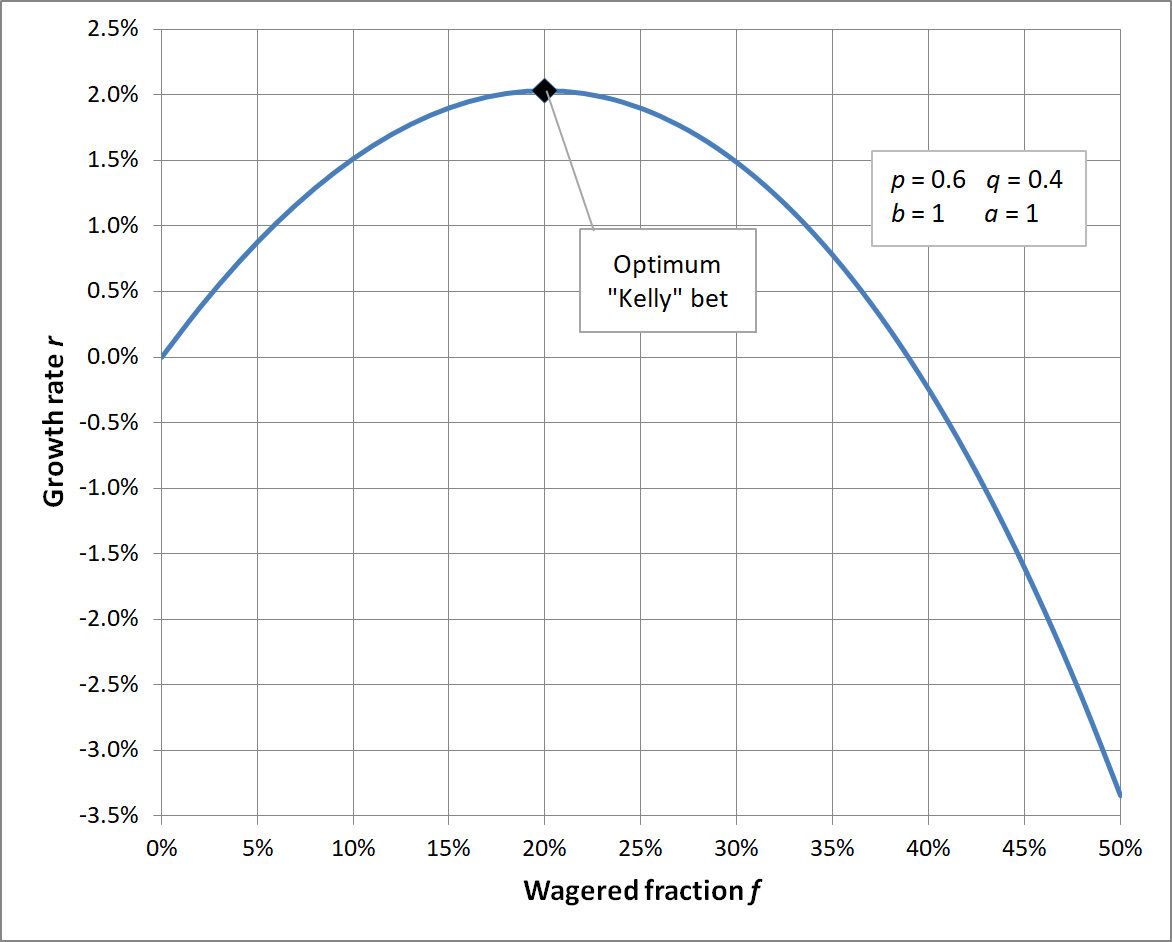
Esempio della funzione di scommessa ottimale di Kelly, in funzione del ritorno atteso di altre scommesse frazionarie

Nella teoria della probabilità, il criterio di Kelly (anche strategia di Kelly o puntata di Kelly) è una formula utilizzata per determinare la quantità ottimale del capitale da investire in una scommessa. Nella maggior parte degli scenari di gioco e alcuni scenari di investimento, la strategia di Kelly farà sostanzialmente meglio di qualsiasi strategia diversa nel lungo periodo. Le applicazioni del criterio vanno dall'ambito delle scommesse a  quello dei mercati finanziari.

## Teoria
La teoria è stata enunciata da John Larry Kelly, Jr. nel 1956 sul Bell System Technical Journal. Edward O. Thorp ha dimostrato l'uso pratico della formula in un articolo del 1961 per la American Mathematical Society e più tardi nel suo libro Beat the Dealer (con Sheen Kassou).
Anche se la strategia di Kelly promette di fare meglio di ogni altra strategia, alcuni economisti si sono battuti strenuamente contro di essa. L'alternativa convenzionale è la teoria di utilità che dice le scommesse devono essere dimensionate in modo da massimizzare il valore atteso dell'utilità dei risultati (per un individuo con utilità logaritmica, la scommessa di Kelly massimizza l'utilità, quindi non c'è conflitto).
Anche i sostenitori ritengono in generale che la quota di Kelly debba essere frazionata (cioè scommettere una frazione fissa della quantità raccomandata di Kelly) per una serie di motivi pratici, come ridurre la volatilità. Infatti è essenziale per poter utilizzare il criterio di Kelly conoscere perfettamente la probabilità di verificarsi di un evento.

## Enunciato
Per scommesse semplici con due possibili risultati, uno che prevede la perdita dell'intera somma e uno la vincita della somma scommessa moltiplicata per un valore, la formula di Kelly può essere scritta:
{\displaystyle f^{*}={\frac {bp-q}{b}}={\frac {p(b+1)-1}{b}},\!}
dove:
- f* è la frazione delle risorse finanziarie da scommettere;
- b è il vantaggio netto ricevuto dalla scommessa. Pari a vincere € b in rapporto all'euro scommesso.
- p è la probabilità di vincita;
- q è la probabilità di perdita, pari nelle scommesse a 2 stati a 1 − p.

Per esempio, se una scommessa ha il 60% di possibilità di vincita, (p = 0.60, q = 0.40), ma lo scommettitore riceve un vantaggio di 1-a-1 su ogni scommessa (b = 1), allora lo scommettitore dovrebbe puntare il 20% del capitale a ogni occasione (f* = 0.20), in modo da massimizzare il suo capitale sul lungo termine.
Si noti come, in caso di vantaggio unitario, la frazione del proprio capitale da scommettere sia maggiore di 0 solo quando le probabilità di vittoria sono maggiori del 50%.